# Gallus Anonymus
Gallus Anonymus (magyarul: Gall Névtelen, lengyelül: Gall Anonim; 1065 körül – 1116 körül) latin nyelven író középkori lengyelországi krónikás, az első lengyel krónikaíró, a Lengyel krónika szerzője.
Személye ismeretlen. Magáról mindössze azt az egy tényt árulta el művében, hogy Magyarországon tartózkodva találkozott a lengyel királlyal. Neve alapján (a ’gall’) általában franciának vagy olasznak gondolják, más feltételezések szerint viszont dalmát, német, flamand-vallon vagy akár magyarországi szláv is lehetett.

## Élete

### Származáselméletek
A Lengyel krónika szerzőjének kiléte máig ismeretlen III. Béla király névtelen jegyzőjéhez, Anonymushoz hasonlóan. Ezért természetesen több elmélet és feltételezés is született a személyazonosságával kapcsolatban.
Elsőként Marcin Kromer (1512–1589) lengyel humanista történetíró, térképész és Warmia püspöke foglalkozott a kérdéssel, aki úgy vélte, hogy gall volt. Mai tudás szerint Kromer volt az első, aki Gall-nak nevezte.
Hipolit Kownacki (1761–1854) amatőr lengyel történész ezzel szemben lengyelnek gondolta. Kownacki volt az első, aki a krónikát lengyel nyelvre fordította, bár munkája nem volt teljesen pontos.
František Bartoš (1889–1972) cseh történész viszont németellenességet olvasott ki a krónikából, amiből arra következtetett, hogy szerzője cseh lehetett.
A provanszál-magyar származáselmélet képviselői – Wojciech Kętrzyński (1838–1918), Aleksander Brückner (1856–1939), Stanisław Kętrzyński (1876–1950), Roman Grodecki (1889–1964), Teodor Tyc (1896–1927), Marian Plezia (1917–1996), Pierre David és mások – úgy vélik, hogy mivel a gesztában központi szerepet kapott a Rhone-parti St. Gilles (Szent Egyed) kolostor, ezért annak szerzője innen érkezett Magyarországra és Szent Egyed bencés szerzetese volt. Eredeti származását tekintve azonban jelentős különbségek alakultak ki a kutatók között. Grodecki szláv, Brückner magyar születésűnek tekintette, Plezia pedig feltételezte, hogy a szerző azonos volt azzal a személlyel, aki a Szent László-kori Gesta Hungarorumot készítette.
A legáltalánosabb tudományos közvélekedés szerint Gall Névtelen Észak-Franciaországból vagy Flandriából származott. Josef Bujnoch (1915-2009) és Johannes Fried (1942-) egyenesen úgy véli, hogy Liègeből (Lüttichből) érkezett a mű megírásának színterére.
Egy az előzőnél kisebb létszámú történészi tábor elmélete szerint a krónikás velencei származású volt. Idetartozik Tadeusz Wojciechowski (1838–1919), Danuta Borawska (1922–1991) és Tomasz Jasiński (1951–). Utóbbi odáig ment, hogy a Szent Miklós translatiójának írójával azonosította a krónika alkotóját.

### Vélelmezett életrajza
Gyakori feltételezés szerint Észak-Franciaországból, Flandriából vagy Dél-Franciaországból jött (innen van a Gall melléknév), közelebbről Provence-ból, az ottani St. Gilles kolostorból, újabb elmélet szerint esetleg a velencei Szent Miklós-kolostorból.
III. (Ferdeszájú) Boleszláv idején élt a XI. század végén, a XII. század elején. Lengyelországba valószínűleg a Szent Egyednek szentelt somogyvári apátságból jött 1110 körül a zarándokútról visszatérő Boleszlávval, aki ilyen módon akart vezekelni testvére, Zbigniew megvakításáért. A krónikát a kancellár, Michał Awdańc megbízásából írhatta.
Szerzetes volt, minden bizonnyal bencés, és a lengyel királyi kancellária hivatalnoka. Egy hipotézis szerint a kis lengyel falu, Lubiń kolostorának szerzetese is volt.

## Lengyel krónika
A Lengyel krónikát (Cronicae et gesta ducum sive principum Polonorum) a benne foglalt eseményekből következtethetően 1112 és 1116 között írta. A mű a lengyel történelmet a Piast dinasztia kezdeteitől a szerző koráig mutatja be. A moralizáló jellegű krónika irodalmi műként is jelentős.
A krónika nagy hatással volt a későbbi lengyel közgondolkodásra, hiszen azt hangsúlyozta, hogy a feudális uralkodó tekintélye kisebb, mint az a tekintély, melyet Isten a nép gyűlésére ruházott. A gondolat a mai Oroszország és Ukrajna területén alakult fejedelemségek korai történetében is jelen volt. A duma (a lengyel szejm megfelelője) sokáig fontos szerepet játszott, amíg hatalmát meg nem törték az abszolút uralomra törő fejedelmek. Lengyelországban azonban a forrásokban elsőként Gallus Anonymusnál felbukkant eszme jóval tovább élt, és a Lengyel-Litván Uniót meghatározó nemesi aranyszabadság és köztársaság intézményének megalapozójává vált, amit a nagy szejm igyekezett aztán korlátozni.
Gallus után a gondolatot Wincenty Kadłubek történetíró vitte tovább.